# Missael Espinoza
Eduardo Missael Espinoza Padilla (født 12. april 1965 i Tepic, Mexico) er en tidligere mexicansk fodboldspiller (højre midtbane).
Espinoza spillede på klubplan primært for CF Monterrey og Club León, hvor han var tilknyttet i henholdsvis ni og fem sæsoner. Han var også tilknyttet blandt andet Chivas Guadalajara og Necaxa.
Espinoza spillede desuden 41 kampe og scorede fire mål for Mexicos landshold. Han repræsenterede sit land ved VM i 1994 i USA, men kom dog ikke på banen i turneringen.